# Astrid-Lindgren-Schule (Darmstadt)
Die Astrid-Lindgren-Schule (ALS) (ehemals: Schillerschule und Carl-Ulrich-Schule) ist eine Grundschule in Darmstadt-Arheilgen. Die Schule wurde nach der Schriftstellerin Astrid Lindgren benannt.

## Architektur und Geschichte
Die ortsgeschichtlich bedeutsame Zentralisierung der Schulen von Arheilgen war im Jahr 1914 abgeschlossen und das latente Schulraumproblem beseitigt.
Um die Jahrhundertwende gab es in Arheilgen neun verschiedene auf das gesamte Gemeindegebiet verstreute Schulhäuser, die an einem Standort zusammengefasst wurden.
Die Gesamtanlage Astrid-Lindgren-Schule umfasst die Arheilger Schulinsel.
Im Jahr 1897 entstand auf einem großen gemeindeeigenen Grundstück als erster Bauabschnitt die Schillerschule.
Dieses Schulgebäude wurde in sichtbarem Rohziegelmauerwerk erbaut.
Das spätklassizistische Bauwerk wird durch einen zurückhaltend gestalteten Mittelrisalit vertikal und durch umlaufende Sandsteingesimse horizontal gegliedert.
Die in den Jahren 1907 und 1914 in traditioneller Bauweise errichteten Schulgebäude sind durch einen Mitteltrakt miteinander verbunden.
Die relativ schlichte Fassade des Gebäudes wird im nördlichen Teil – dem Haupteingang – durch die Sandsteinfassung des Eingangs und durch die Putzstrukturierung der Fassade und zusätzlich durch die Fenstergestaltung des Treppenhauses betont.
Das gesamte Schulgebäude trägt ein wuchtiges Mansarddach mit Biberschwanzziegeldeckung und einem kleinen Uhrtürmchen.

## Denkmalschutz
Die Astrid-Lindgren-Schule steht als typisches Beispiel der Architektur der 1890er bis 1910er Jahre in Darmstadt unter Denkmalschutz.